# Golfe nos Jogos Olímpicos de Verão de 1904
O golfe nos Jogos Olímpicos de Verão de 1904 foi realizado em Saint Louis, Estados Unidos, com dois eventos disputados: individual masculino e equipes masculino.
Foi a segunda aparição desse esporte nos Jogos Olímpicos. O evento por equipes masculino substituiu ao individual feminino, disputado quatro anos antes nos Jogos de Paris 1900. Cento e doze anos depois da aparição em Saint Louis, a modalidade retornou ao calendário olímpico nos Jogos Olímpicos de Verão de 2016, no Rio de Janeiro.

## Individual masculino
| Pos. | País                 | Atletas        |
| ---- | -------------------- | -------------- |
|      | Canadá (CAN)         | George Lyon    |
|      | Estados Unidos (USA) | Chandler Egan  |
|      | Estados Unidos (USA) | Burt McKinnie  |
|      | Estados Unidos (USA) | Francis Newton |

## Equipes masculino
| Ouro | Prata | Bronze |
| Estados Unidos (USA) Western Golf Association Edward Cummins Kenneth Edwards Chandler Egan Walter Egan Robert Hunter Nathaniel Moore Mason Phelps Daniel Sawyer Clement Smoot Warren Wood | Estados Unidos (USA) Trans-Mississippi Golf Association John Cady Albert Lambert John Maxwell Burt McKinnie Ralph McKittrick Francis Newton Henry Potter Frederick Semple Stuart Stickney William Stickney | Estados Unidos (USA) United States Golf Association Douglass Cadwallader Allen Lard Jesse Carleton Simeon Price Harold Weber John Rahm Arthur Hussey Orus Jones Harold Fraser George Oliver |

## Quadro de medalhas do golfe
| Ordem | País               | Medalha de ouro | Medalha de prata | Medalha de bronze | Total |
| ----- | ------------------ | --------------- | ---------------- | ----------------- | ----- |
| 1     | USA Estados Unidos | 1               | 2                | 3                 | 6     |
| 2     | CAN Canadá         | 1               | 0                | 0                 | 1     |